# Elecciones provinciales de Mendoza de 2003
Las elecciones generales de la provincia de Mendoza de 2003 tuvieron lugar el domingo 26 de octubre del mencionado año, al mismo tiempo que las elecciones presidenciales y legislativas a nivel nacional. Se realizaron con el objetivo de renovar los cargos de Gobernador y Vicegobernador, 24 de los 48 escaños de la Cámara de Diputados, y 19 de los 38 escaños del Senado Provincial, componiendo los poderes ejecutivo y legislativo de la provincia para el período 2003-2007.  mismo tiempo se renovaron las intendencias de varios municipios y sus Concejos Deliberantes. Fueron las sextas elecciones provinciales mendocinas desde la restauración de la democracia, y las decimoctavas desde la instauración del sufragio secreto.
El resultado estableció que Julio Cobos fuera elegido Gobernador con 42,77% de los votos.

## Renovación legislativa
| Sección Electoral | Cámara de Diputados | Cámara de Diputados | Cámara de Senadores | Cámara de Senadores |
| Sección Electoral | Diputados           | A renovar           | Senadores           | A renovar           |
| ----------------- | ------------------- | ------------------- | ------------------- | ------------------- |
| 1                 | 16                  | 8                   | 12                  | 6                   |
| 2                 | 12                  | 6                   | 10                  | 5                   |
| 3                 | 10                  | 5                   | 8                   | 4                   |
| 4                 | 10                  | 5                   | 8                   | 4                   |
| Total             | 48                  | 24                  | 38                  | 19                  |

## Resultados

### Gobernador y vicegobernador
| Fórmula                | Fórmula                | Partido               | Partido                                                    | Partido                                                    | Votos     | %     |
| Gobernador             | Vicegobernador         | Partido               | Partido                                                    | Partido                                                    | Votos     | %     |
| ---------------------- | ---------------------- | --------------------- | ---------------------------------------------------------- | ---------------------------------------------------------- | --------- | ----- |
| Julio Cobos            | Juan Carlos Jaliff     |                       |                                                            | Unión Cívica Radical                                       | 229.913   | 29,92 |
| Julio Cobos            | Juan Carlos Jaliff     |                       | Partido Federal                                            | 57.742                                                     | 7,51      |       |
| Julio Cobos            | Juan Carlos Jaliff     |                       | Recrear para el Crecimiento                                | 41.026                                                     | 5,34      |       |
| Julio Cobos            | Juan Carlos Jaliff     | Total Cobos - Jaliff  | Total Cobos - Jaliff                                       | Total Cobos - Jaliff                                       | 328.681   | 42,77 |
| Guillermo Amstutz      | Félix Pesce            |                       |                                                            | Frente Justicialista Compromiso por Mendoza                | 271.368   | 35,31 |
| Guillermo Amstutz      | Félix Pesce            |                       | Partido de la Victoria                                     | 6.745                                                      | 0,88      |       |
| Guillermo Amstutz      | Félix Pesce            | Total Amstutz - Pesce | Total Amstutz - Pesce                                      | Total Amstutz - Pesce                                      | 278.113   | 36,19 |
| Marcos Niven           | Carlos E. Funes        |                       | Partido Demócrata                                          | Partido Demócrata                                          | 71.639    | 9,32  |
| Gustavo Gutiérrez      | Esilda Torres Malharro |                       | Afirmación para una República Igualitaria                  | Afirmación para una República Igualitaria                  | 33.922    | 4,41  |
| Héctor Hugo Bonarrico  | Vilma Costana          |                       | Partido Blanco                                             | Partido Blanco                                             | 13.474    | 1,75  |
| Edgardo A. Civit-Evans | Mirta Anitori          |                       | Partido Unión y Libertad                                   | Partido Unión y Libertad                                   | 12.189    | 1,59  |
| Basilio Manuel Liberal | Enrique M. Tardith     |                       | Frente Amplio del Trabajo y la Producción (PSP - PI - PCA) | Frente Amplio del Trabajo y la Producción (PSP - PI - PCA) | 8.267     | 1,08  |
| Héctor Antonio Fresina | Rodolfo Dalmau         |                       | Partido Obrero                                             | Partido Obrero                                             | 5.650     | 0,74  |
| Alfredo Ramón Guevara  | Mario Luis Cruciani    |                       | Polo Social                                                | Polo Social                                                | 4.963     | 0,65  |
| Marcia G. Marianetti   | Domingo Collovati      |                       | Movimiento Socialista de los Trabajadores                  | Movimiento Socialista de los Trabajadores                  | 4.118     | 0,54  |
| Luis Alberto Giachino  | Héctor E. Bottasso     |                       | Partido Popular de la Reconstrucción                       | Partido Popular de la Reconstrucción                       | 3.918     | 0,51  |
| Mario Miguel López     | Vanesa Lowenrosen      |                       | Partido de Trabajadores por el Socialismo                  | Partido de Trabajadores por el Socialismo                  | 3.490     | 0,45  |
| Votos positivos        | Votos positivos        | Votos positivos       | Votos positivos                                            | Votos positivos                                            | 768.424   | 93,88 |
| Votos en blanco        | Votos en blanco        | Votos en blanco       | Votos en blanco                                            | Votos en blanco                                            | 37.275    | 4,55  |
| Votos nulos            | Votos nulos            | Votos nulos           | Votos nulos                                                | Votos nulos                                                | 12.823    | 1,57  |
| Participación          | Participación          | Participación         | Participación                                              | Participación                                              | 818.522   | 76,05 |
| Electores registrados  | Electores registrados  | Electores registrados | Electores registrados                                      | Electores registrados                                      | 1.076.309 | 100   |
| Fuente:                |                        |                       |                                                            |                                                            |           |       |

### Cámara de Diputados
| ← 2001 · Cámara de Diputados · 2005 → | ← 2001 · Cámara de Diputados · 2005 →                      | ← 2001 · Cámara de Diputados · 2005 → | ← 2001 · Cámara de Diputados · 2005 → | ← 2001 · Cámara de Diputados · 2005 → |
| Partido                               | Partido                                                    | Votos                                 | %                                     | Bancas                                |
| ------------------------------------- | ---------------------------------------------------------- | ------------------------------------- | ------------------------------------- | ------------------------------------- |
|                                       | Frente Justicialista Compromiso por Mendoza                | 257.833                               | 36,02                                 | 12/24                                 |
|                                       | Unión Cívica Radical                                       | 204.708                               | 28,60                                 | 9/24                                  |
|                                       | Partido Demócrata                                          | 78.105                                | 10,91                                 | 3/24                                  |
|                                       | Partido Federal                                            | 50.752                                | 7,09                                  |                                       |
|                                       | Recrear para el Crecimiento                                | 38.190                                | 5,34                                  |                                       |
|                                       | Afirmación para una República Igualitaria                  | 35.770                                | 5,00                                  |                                       |
|                                       | Partido Blanco                                             | 13.388                                | 1,87                                  |                                       |
|                                       | Frente Amplio del Trabajo y la Producción (PSP - PI - PCA) | 9.278                                 | 1,30                                  |                                       |
|                                       | Partido de la Victoria                                     | 7.084                                 | 0,99                                  |                                       |
|                                       | Polo Social                                                | 5.056                                 | 0,71                                  |                                       |
|                                       | Movimiento Socialista de los Trabajadores                  | 4.303                                 | 0,60                                  |                                       |
|                                       | Partido Obrero                                             | 3.865                                 | 0,54                                  |                                       |
|                                       | Partido Popular de la Reconstrucción                       | 2.635                                 | 0,37                                  |                                       |
|                                       | Partido de Trabajadores por el Socialismo                  | 2.441                                 | 0,34                                  |                                       |
|                                       | Partido Unión y Libertad                                   | 2.328                                 | 0,33                                  |                                       |
| Votos positivos                       | Votos positivos                                            | 715.736                               | 87,44                                 |                                       |
| Votos en blanco                       | Votos en blanco                                            | 89.963                                | 10,99                                 |                                       |
| Votos nulos                           | Votos nulos                                                | 12.823                                | 1,57                                  |                                       |
| Participación                         | Participación                                              | 818.522                               | 76,05                                 |                                       |
| Electores registrados                 | Electores registrados                                      | 1.076.309                             | 100                                   |                                       |
| Fuente:                               |                                                            |                                       |                                       |                                       |

#### Resultados por secciones electorales

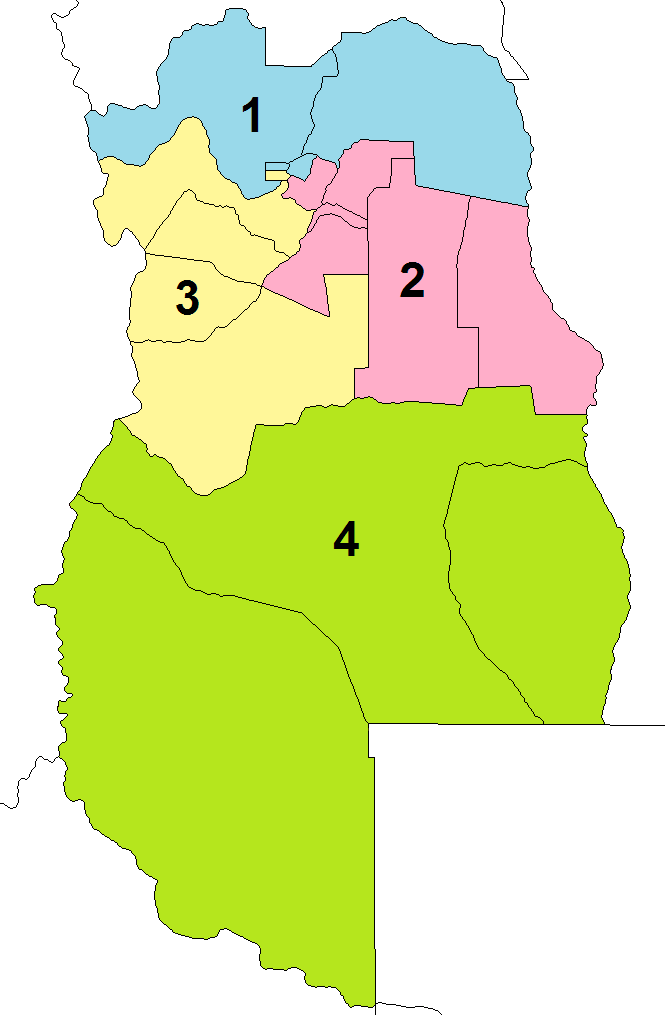
Secciones electorales de Mendoza:
1.ª Sección
2.ª Sección
3.ª Sección
4.ª Sección

| 1.ª Sección Electoral 8 Diputados | 1.ª Sección Electoral 8 Diputados           | 1.ª Sección Electoral 8 Diputados | 1.ª Sección Electoral 8 Diputados | 1.ª Sección Electoral 8 Diputados | 1.ª Sección Electoral 8 Diputados                                         |
| Partido/Alianza                   | Partido/Alianza                             | Votos                             | %                                 | Bancas                            | Electos                                                                   |
| --------------------------------- | ------------------------------------------- | --------------------------------- | --------------------------------- | --------------------------------- | ------------------------------------------------------------------------- |
|                                   | Frente Justicialista Compromiso por Mendoza | 102.264                           | 38,31                             | 4/8                               | - Héctor Gómez - Mario R. Blanco - Rosa Lira Álvarez - Rubén Jorge Moyano |
|                                   | Unión Cívica Radical                        | 76.562                            | 28,68                             | 3/8                               | - Raúl Horacio Vicchi - Andrés Omar Marín - Lourdes Oldra                 |
|                                   | Partido Demócrata                           | 20.603                            | 7,72                              | 1/8                               | - Roberto Arturo Pradines                                                 |
|                                   | Partido Federal                             | 20.188                            | 7,56                              |                                   |                                                                           |
|                                   | Afirmación para una República Igualitaria   | 14.651                            | 5,49                              |                                   |                                                                           |
|                                   | Recrear para el Crecimiento                 | 14.199                            | 5,32                              |                                   |                                                                           |
|                                   | Partido Blanco                              | 5.060                             | 1,90                              |                                   |                                                                           |
|                                   | Frente Amplio del Trabajo y la Producción   | 3.340                             | 1,25                              |                                   |                                                                           |
|                                   | Partido Obrero                              | 2.594                             | 0,97                              |                                   |                                                                           |
|                                   | Polo Social                                 | 2.585                             | 0,97                              |                                   |                                                                           |
|                                   | Movimiento Socialista de los Trabajadores   | 1.702                             | 0,64                              |                                   |                                                                           |
|                                   | Partido Popular de la Reconstrucción        | 1.609                             | 0,60                              |                                   |                                                                           |
|                                   | Partido de Trabajadores por el Socialismo   | 1.550                             | 0,58                              |                                   |                                                                           |
| Votos positivos                   | Votos positivos                             | 266.907                           | 90,20                             |                                   |                                                                           |
| Votos en blanco                   | Votos en blanco                             | 23.932                            | 8,09                              |                                   |                                                                           |
| Votos nulos                       | Votos nulos                                 | 5.083                             | 1,72                              |                                   |                                                                           |
| Participación                     | Participación                               | 295.922                           | 73,48                             |                                   |                                                                           |
| Electores registrados             | Electores registrados                       | 402.748                           | 100                               |                                   |                                                                           |
| 2.ª Sección Electoral 6 Diputados |                                             |                                   |                                   |                                   |                                                                           |
| Partido/Alianza                   | Partido/Alianza                             | Votos                             | %                                 | Bancas                            | Electos                                                                   |
|                                   | Frente Justicialista Compromiso por Mendoza | 50.827                            | 31,55                             | 3/6                               | - Carlos Bianccinelli - Guillermo Carmona - Yolanda Sfredo                |
|                                   | Unión Cívica Radical                        | 44.685                            | 27,73                             | 2/6                               | - Carlos Alexander Masa - Jorge Pablo Carballo                            |
|                                   | Partido Demócrata                           | 19.375                            | 12,02                             | 1/6                               | - Oscar Ligonie                                                           |
|                                   | Partido Federal                             | 13.172                            | 8,18                              |                                   |                                                                           |
|                                   | Recrear para el Crecimiento                 | 8.932                             | 5,54                              |                                   |                                                                           |
|                                   | Afirmación para una República Igualitaria   | 8.792                             | 5,46                              |                                   |                                                                           |
|                                   | Partido de la Victoria                      | 7.084                             | 4,40                              |                                   |                                                                           |
|                                   | Partido Blanco                              | 3.897                             | 2,42                              |                                   |                                                                           |
|                                   | Frente Amplio del Trabajo y la Producción   | 2.524                             | 1,57                              |                                   |                                                                           |
|                                   | Movimiento Socialista de los Trabajadores   | 933                               | 0,58                              |                                   |                                                                           |
|                                   | Polo Social                                 | 902                               | 0,56                              |                                   |                                                                           |
| Votos positivos                   | Votos positivos                             | 161.123                           | 82,20                             |                                   |                                                                           |
| Votos en blanco                   | Votos en blanco                             | 30.363                            | 15,60                             |                                   |                                                                           |
| Votos nulos                       | Votos nulos                                 | 3.116                             | 1,60                              |                                   |                                                                           |
| Participación                     | Participación                               | 194.602                           | 78,91                             |                                   |                                                                           |
| Electores registrados             | Electores registrados                       | 246.604                           | 100                               |                                   |                                                                           |
| 3.ª Sección Electoral 5 Diputados |                                             |                                   |                                   |                                   |                                                                           |
| Partido/Alianza                   | Partido/Alianza                             | Votos                             | %                                 | Bancas                            | Electos                                                                   |
|                                   | Frente Justicialista Compromiso por Mendoza | 55.004                            | 31,49                             | 2/5                               | - Eduardo M. Bauza - Roque Romero                                         |
|                                   | Unión Cívica Radical                        | 52.201                            | 28,89                             | 2/5                               | - Julio Antonio Simón - José Luis Montaño                                 |
|                                   | Partido Demócrata                           | 24.426                            | 13,98                             | 1/5                               | - Alberto César Canal                                                     |
|                                   | Partido Federal                             | 11.607                            | 6,65                              |                                   |                                                                           |
|                                   | Recrear para el Crecimiento                 | 11.244                            | 6,44                              |                                   |                                                                           |
|                                   | Afirmación para una República Igualitaria   | 9.291                             | 5,31                              |                                   |                                                                           |
|                                   | Partido Blanco                              | 2.644                             | 1,51                              |                                   |                                                                           |
|                                   | Frente Amplio del Trabajo y la Producción   | 2.273                             | 1,30                              |                                   |                                                                           |
|                                   | Partido Obrero                              | 1.271                             | 0,73                              |                                   |                                                                           |
|                                   | Polo Social                                 | 1.569                             | 0,90                              |                                   |                                                                           |
|                                   | Movimiento Socialista de los Trabajadores   | 1.215                             | 0,70                              |                                   |                                                                           |
|                                   | Partido Popular de la Reconstrucción        | 1.026                             | 0,59                              |                                   |                                                                           |
|                                   | Partido de Trabajadores por el Socialismo   | 891                               | 0,51                              |                                   |                                                                           |
| Votos positivos                   | Votos positivos                             | 174.662                           | 87,28                             |                                   |                                                                           |
| Votos en blanco                   | Votos en blanco                             | 22.582                            | 11,28                             |                                   |                                                                           |
| Votos nulos                       | Votos nulos                                 | 2.864                             | 1,43                              |                                   |                                                                           |
| Participación                     | Participación                               | 200.108                           | 77,30                             |                                   |                                                                           |
| Electores registrados             | Electores registrados                       | 258.867                           | 100                               |                                   |                                                                           |
| 4.ª Sección Electoral 5 Diputados |                                             |                                   |                                   |                                   |                                                                           |
| Partido/Alianza                   | Partido/Alianza                             | Votos                             | %                                 | Bancas                            | Electos                                                                   |
|                                   | Frente Justicialista Compromiso por Mendoza | 49.738                            | 44,00                             | 3/5                               | - Walter Neher - Hugo Morales - Delia Pérez                               |
|                                   | Unión Cívica Radical                        | 31.260                            | 27,65                             | 2/5                               | - Guillermo Antonio Merino - José María Martínez                          |
|                                   | Partido Demócrata                           | 13.701                            | 12,12                             |                                   |                                                                           |
|                                   | Partido Federal                             | 5.785                             | 5,12                              |                                   |                                                                           |
|                                   | Recrear para el Crecimiento                 | 3.815                             | 3,37                              |                                   |                                                                           |
|                                   | Afirmación para una República Igualitaria   | 3.036                             | 2,69                              |                                   |                                                                           |
|                                   | Partido Blanco                              | 1.787                             | 1,58                              |                                   |                                                                           |
|                                   | Partido Unión y Libertad                    | 2.328                             | 2,06                              |                                   |                                                                           |
|                                   | Frente Amplio del Trabajo y la Producción   | 1.141                             | 1,01                              |                                   |                                                                           |
|                                   | Movimiento Socialista de los Trabajadores   | 453                               | 0,40                              |                                   |                                                                           |
| Votos positivos                   | Votos positivos                             | 113.044                           | 88,39                             |                                   |                                                                           |
| Votos en blanco                   | Votos en blanco                             | 13.086                            | 10,23                             |                                   |                                                                           |
| Votos nulos                       | Votos nulos                                 | 1.760                             | 1,38                              |                                   |                                                                           |
| Participación                     | Participación                               | 127.890                           | 76,08                             |                                   |                                                                           |
| Electores registrados             | Electores registrados                       | 168.090                           | 100                               |                                   |                                                                           |

### Cámara de Senadores
| ← 2001 · Cámara de Senadores · 2005 → | ← 2001 · Cámara de Senadores · 2005 →                      | ← 2001 · Cámara de Senadores · 2005 → | ← 2001 · Cámara de Senadores · 2005 → | ← 2001 · Cámara de Senadores · 2005 → |
| Partido                               | Partido                                                    | Votos                                 | %                                     | Bancas                                |
| ------------------------------------- | ---------------------------------------------------------- | ------------------------------------- | ------------------------------------- | ------------------------------------- |
|                                       | Frente Justicialista Compromiso por Mendoza                | 258.678                               | 36,16                                 | 11/19                                 |
|                                       | Unión Cívica Radical                                       | 206.025                               | 28,80                                 | 8/19                                  |
|                                       | Partido Demócrata                                          | 77.455                                | 10,83                                 |                                       |
|                                       | Partido Federal                                            | 50.959                                | 7,12                                  |                                       |
|                                       | Recrear para el Crecimiento                                | 38.101                                | 5,33                                  |                                       |
|                                       | Afirmación para una República Igualitaria                  | 35.541                                | 4,97                                  |                                       |
|                                       | Partido Blanco                                             | 13.400                                | 1,87                                  |                                       |
|                                       | Frente Amplio del Trabajo y la Producción (PSP - PI - PCA) | 9.127                                 | 1,28                                  |                                       |
|                                       | Partido de la Victoria                                     | 6.977                                 | 0,98                                  |                                       |
|                                       | Polo Social                                                | 5.397                                 | 0,75                                  |                                       |
|                                       | Partido Unión y Libertad                                   | 4.740                                 | 0,66                                  |                                       |
|                                       | Partido de Trabajadores por el Socialismo                  | 3.360                                 | 0,47                                  |                                       |
|                                       | Movimiento Socialista de los Trabajadores                  | 2.907                                 | 0,41                                  |                                       |
|                                       | Partido Popular de la Reconstrucción                       | 2.621                                 | 0.37                                  |                                       |
| Votos positivos                       | Votos positivos                                            | 715.288                               | 87,39                                 |                                       |
| Votos en blanco                       | Votos en blanco                                            | 90.413                                | 11,05                                 |                                       |
| Votos nulos                           | Votos nulos                                                | 12.821                                | 1,57                                  |                                       |
| Participación                         | Participación                                              | 818.522                               | 76,05                                 |                                       |
| Electores registrados                 | Electores registrados                                      | 1.076.309                             | 100                                   |                                       |
| Fuente:                               |                                                            |                                       |                                       |                                       |

#### Resultados por secciones electorales
| 1.ª Sección Electoral 6 Senadores | 1.ª Sección Electoral 6 Senadores           | 1.ª Sección Electoral 6 Senadores | 1.ª Sección Electoral 6 Senadores | 1.ª Sección Electoral 6 Senadores | 1.ª Sección Electoral 6 Senadores                                     |
| Partido/Alianza                   | Partido/Alianza                             | Votos                             | %                                 | Bancas                            | Electos                                                               |
| --------------------------------- | ------------------------------------------- | --------------------------------- | --------------------------------- | --------------------------------- | --------------------------------------------------------------------- |
|                                   | Frente Justicialista Compromiso por Mendoza | 102.435                           | 38,69                             | 3/6                               | - Arturo Ahumada - Félix Yoma - Mirella Díaz Briceño                  |
|                                   | Unión Cívica Radical                        | 76.969                            | 29,07                             | 3/6                               | - Sergio Hugo Bruni - Víctor Alejandro Volpe - Graciela Alicia Erranz |
|                                   | Partido Demócrata                           | 20.534                            | 7,76                              |                                   |                                                                       |
|                                   | Partido Federal                             | 20.290                            | 7,66                              |                                   |                                                                       |
|                                   | Afirmación para una República Igualitaria   | 14.673                            | 5,54                              |                                   |                                                                       |
|                                   | Recrear para el Crecimiento                 | 14.168                            | 5,35                              |                                   |                                                                       |
|                                   | Partido Blanco                              | 5.074                             | 1,92                              |                                   |                                                                       |
|                                   | Frente Amplio del Trabajo y la Producción   | 3.229                             | 1,22                              |                                   |                                                                       |
|                                   | Polo Social                                 | 2.524                             | 0,95                              |                                   |                                                                       |
|                                   | Movimiento Socialista de los Trabajadores   | 1.689                             | 0,64                              |                                   |                                                                       |
|                                   | Partido Popular de la Reconstrucción        | 1.607                             | 0,61                              |                                   |                                                                       |
|                                   | Partido de Trabajadores por el Socialismo   | 1.540                             | 0,58                              |                                   |                                                                       |
| Votos positivos                   | Votos positivos                             | 264.732                           | 86,46                             |                                   |                                                                       |
| Votos en blanco                   | Votos en blanco                             | 26.102                            | 8,82                              |                                   |                                                                       |
| Votos nulos                       | Votos nulos                                 | 5.088                             | 1,72                              |                                   |                                                                       |
| Participación                     | Participación                               | 295.922                           | 73,48                             |                                   |                                                                       |
| Electores registrados             | Electores registrados                       | 402.748                           | 100                               |                                   |                                                                       |
| 2.ª Sección Electoral 5 Senadores |                                             |                                   |                                   |                                   |                                                                       |
| Partido/Alianza                   | Partido/Alianza                             | Votos                             | %                                 | Bancas                            | Electos                                                               |
|                                   | Frente Justicialista Compromiso por Mendoza | 51.222                            | 30,83                             | 3/5                               | - Dante Pellegrini - Jorge Tanús - Esther Pedernera                   |
|                                   | Unión Cívica Radical                        | 45.272                            | 27,25                             | 2/5                               | - Esteban José Lobos - Diego Mariano Seoane                           |
|                                   | Partido Demócrata                           | 19.189                            | 11,55                             |                                   |                                                                       |
|                                   | Partido Federal                             | 13.202                            | 7,95                              |                                   |                                                                       |
|                                   | Recrear para el Crecimiento                 | 8.928                             | 5,37                              |                                   |                                                                       |
|                                   | Afirmación para una República Igualitaria   | 8.428                             | 5,07                              |                                   |                                                                       |
|                                   | Partido de la Victoria                      | 6.977                             | 4,20                              |                                   |                                                                       |
|                                   | Partido Unión y Libertad                    | 4.740                             | 2,85                              |                                   |                                                                       |
|                                   | Partido Blanco                              | 3.891                             | 2,34                              |                                   |                                                                       |
|                                   | Frente Amplio del Trabajo y la Producción   | 2.497                             | 1,50                              |                                   |                                                                       |
|                                   | Partido de Trabajadores por el Socialismo   | 931                               | 0,56                              |                                   |                                                                       |
|                                   | Polo Social                                 | 889                               | 0,54                              |                                   |                                                                       |
| Votos positivos                   | Votos positivos                             | 166.166                           | 85,39                             |                                   |                                                                       |
| Votos en blanco                   | Votos en blanco                             | 25.322                            | 13,01                             |                                   |                                                                       |
| Votos nulos                       | Votos nulos                                 | 3.114                             | 1,60                              |                                   |                                                                       |
| Participación                     | Participación                               | 194.602                           | 78,91                             |                                   |                                                                       |
| Electores registrados             | Electores registrados                       | 246.604                           | 100                               |                                   |                                                                       |
| 3.ª Sección Electoral 4 Senadores |                                             |                                   |                                   |                                   |                                                                       |
| Partido/Alianza                   | Partido/Alianza                             | Votos                             | %                                 | Bancas                            | Electos                                                               |
|                                   | Frente Justicialista Compromiso por Mendoza | 55.185                            | 31,79                             | 2/4                               | - Dante Rubén Casado - Daniel Cassia                                  |
|                                   | Unión Cívica Radical                        | 52.575                            | 30,28                             | 2/4                               | - Enrique Andrés Vaquié - Leonardo Jorge Hisa                         |
|                                   | Partido Demócrata                           | 24.090                            | 13,88                             |                                   |                                                                       |
|                                   | Partido Federal                             | 11.685                            | 6,73                              |                                   |                                                                       |
|                                   | Recrear para el Crecimiento                 | 11.234                            | 6,43                              |                                   |                                                                       |
|                                   | Afirmación para una República Igualitaria   | 9.236                             | 5,32                              |                                   |                                                                       |
|                                   | Partido Blanco                              | 2.641                             | 1,52                              |                                   |                                                                       |
|                                   | Frente Amplio del Trabajo y la Producción   | 2.307                             | 1,33                              |                                   |                                                                       |
|                                   | Polo Social                                 | 1.532                             | 0,88                              |                                   |                                                                       |
|                                   | Movimiento Socialista de los Trabajadores   | 1.218                             | 0,70                              |                                   |                                                                       |
|                                   | Partido Popular de la Reconstrucción        | 1.014                             | 0,58                              |                                   |                                                                       |
|                                   | Partido de Trabajadores por el Socialismo   | 889                               | 0,51                              |                                   |                                                                       |
| Votos positivos                   | Votos positivos                             | 173.606                           | 86,76                             |                                   |                                                                       |
| Votos en blanco                   | Votos en blanco                             | 23.645                            | 11,82                             |                                   |                                                                       |
| Votos nulos                       | Votos nulos                                 | 2.857                             | 1,43                              |                                   |                                                                       |
| Participación                     | Participación                               | 200.108                           | 77,30                             |                                   |                                                                       |
| Electores registrados             | Electores registrados                       | 258.867                           | 100                               |                                   |                                                                       |
| 4.ª Sección Electoral 4 Senadores |                                             |                                   |                                   |                                   |                                                                       |
| Partido/Alianza                   | Partido/Alianza                             | Votos                             | %                                 | Bancas                            | Electos                                                               |
|                                   | Frente Justicialista Compromiso por Mendoza | 49.836                            | 44,98                             | 3/4                               | - Raúl Guerra - Elsa Mónica Piris de Samudio - Raquel Páez            |
|                                   | Unión Cívica Radical                        | 31.209                            | 28,17                             | 1/4                               | - Víctor Armando Camerucci                                            |
|                                   | Partido Demócrata                           | 13.642                            | 12,31                             |                                   |                                                                       |
|                                   | Partido Federal                             | 5.782                             | 5,22                              |                                   |                                                                       |
|                                   | Recrear para el Crecimiento                 | 3.771                             | 3,40                              |                                   |                                                                       |
|                                   | Afirmación para una República Igualitaria   | 3.204                             | 2,89                              |                                   |                                                                       |
|                                   | Partido Blanco                              | 1.794                             | 1,62                              |                                   |                                                                       |
|                                   | Frente Amplio del Trabajo y la Producción   | 1.094                             | 0,99                              |                                   |                                                                       |
|                                   | Polo Social                                 | 452                               | 0,41                              |                                   |                                                                       |
| Votos positivos                   | Votos positivos                             | 110.784                           | 86,62                             |                                   |                                                                       |
| Votos en blanco                   | Votos en blanco                             | 15.344                            | 12,00                             |                                   |                                                                       |
| Votos nulos                       | Votos nulos                                 | 1.762                             | 1,38                              |                                   |                                                                       |
| Participación                     | Participación                               | 127.890                           | 76,08                             |                                   |                                                                       |
| Electores registrados             | Electores registrados                       | 168.090                           | 100                               |                                   |                                                                       |